# Гладков, Сергей Игоревич
Серге́й И́горевич Гладко́в (укр. Сергій Ігорович Гладков; 20 февраля 1963, Харьков, УССР, СССР — 18 октября 2023, Одесса, Украина) — советский и украинский актёр, сценарист и звукорежиссёр, а также участник комик-трио «Магазин Фу» (вместе с Вадимом Набоковым и Татьяной Ивановой).

## Биография
Сергей Гладков родился 20 февраля 1963 года в Харькове.
Окончил Одесский политехнический институт, факультет машиностроения и робототехники. Ещё в годы учёбы создал первые клоунские проекты. Окончил курсы режиссуры и пантомимы. Режиссёр-постановщик студенческих спектаклей. Создал в 1985 году первую клоунскую группу «Пантофон» — прообраз будущих проектов «Магазин Фу» и «Деревня дураков». Создание клоун-группы «Магазин Фу» произошло в 1987 году. В составе этой группы стал лауреатом многочисленных фестивалей. С 1989 года коллектив профессионально работал в Одесской государственной филармонии. Сотрудничал с комик-труппой «Маски».
С 1996 года клоун-группа «Магазин Фу» объединилась с комедийным дуэтом «Сладкая жизнь» (Юрий Стыцковский и Алексей Агопьян) и создала новый коллектив «Каламбур», телепрограммы которого с большим успехом транслировались на различных каналах телевидения. Сергей Гладков стал создателем образа Мужика в «Деревне дураков», а также ряда ярких и ёмких образов в рубриках. В рубрике «Бар Каламбур» он играл Неудачника, в «Железном капуте» — Дранкеля, в «Крутом пике» — диспетчера и мисс Бурпл. Также был одним из авторов сценария «Деревни дураков» и различных рубрик «Каламбура». Наибольшую известность и любовь широкой публики Гладкову принёс образ Мужика в «Деревне дураков». Также Сергей занимался звуковым оформлением тележурнала. Создал множество авторских запоминаемых звуковых эффектов, озвучивал персонажей рубрик. После закрытия телепрограммы в 2001 году продолжил реализовываться как звукорежиссёр, периодически выступая на эстраде.
С начала 2000 года Сергей Гладков принимал активное участие в юмористических проектах «Комедийный квартет», «Комедийный коктейль» и ситкоме «Дружная семейка» в качестве звукорежиссёра. С 2003 года в качестве сценариста он создал 60 серий короткометражных мультипликационных фильмов «S.O.S.» (как продюсер, сценарист и звукорежиссёр), перенеся в рисованный мир полюбившихся зрителю персонажей Мужика и Морячка. С тех пор Сергей работал как звукорежиссёр и сценарист над созданием многих фильмов и сериалов.
Актёр практически никогда не давал интервью. В условиях самоизоляции, летом 2020 года, состоялось его публичное появление (в том числе в образе Мужика) вместе со всеми актёрами «Каламбура» в формате видеоконференции.
Был женат на Наталье Изуграфовой. Падчерицы — Елена и Светлана.
Скончался поздним вечером 18 октября 2023 года в возрасте 60 лет в Одессе. Причиной смерти стала продолжительная болезнь. Похоронен на Западном кладбище Одессы.

## Телевидение и фильмография

### Звукорежиссёр
- 1996—2001 — Каламбур
- 2001—2003 — Дружная семейка
- 2002—2003 — Комедийный коктейль
- 2003 — Маски-шоу
- 2005 — Мальчишник, или Большой секс в маленьком городе
- 2006 — Один в Новогоднюю ночь
- 2007 — Вечерняя сказка
- 2007 — Глупая звезда
- 2007 — Любимый по найму
- 2008 — Ты всегда будешь со мной
- 2008 — Одинокий ангел
- 2009 — Йохан да Марья
- 2007—2010 — Голые и смешные
- 2011 — Слишком грубо для Ю-туба
- 2012—2013 — Улётные животные
- 2015 — Свет и тень маяка
- 2016—2020 — Гоголь-моголь
- 2017 — Бесы

### Дизайнер звуковых эффектов
- 2000 — Звериные войны

### Актёр
- 1991—1995, 2000—2001 — Маски-шоу — разные роли
- 1996—2001 — Каламбур — Мужик / Неудачник / мисс Бурпл / Дранкель и др.